# Идумбо-Музамбо, Франк
Франк Идумбо-Музамбо (нидерл. Franck Idumbo-Muzambo; род. 23 июня 2002) — бельгийский футболист, нападающий клуба «Ауд-Хеверле Лёвен».

## Клубная карьера
Идумбо-Музамбо — воспитанник клубов «Монс», «Брюгге», «Гент» и «Мехелен». В 2022 году игрок подписал контракт с «Ауд-Хеверле Лёвен». 8 апреля 2023 года в матче против «Мехелена» он дебютировал в Жюпиле лиге.

## Карьера в сборной
В 2019 году в составе юношеской сборной Бельгии Идумбо-Музамбо принял участие в юношеском чемпионате Европы в Ирландии. На турнире он сыграл в матчах против команд Греции, Нидерландов и Венгрии.